# Tour du Qatar 2003
La 2e édition du Tour du Qatar a eu lieu du 31 janvier au 4 février 2003 sur 5 étapes. Alberto Loddo remporte le classement général.

## Étapes
| Détail    | Date        | Villes étapes               | Distance | Vainqueur d'étape | Leader du classement général |
| 1re étape | 31 janvier  | Doha - Doha                 | 190,0 km | Alberto Loddo     | Alberto Loddo                |
| 2e étape  | 1er février | Rus Laffan - Doha           | 137,0 km | Damien Nazon      | Alberto Loddo                |
| 3e étape  | 2 février   | Camel Race Track - Doha     | 187,5 km | Stefan van Dijk   | Alberto Loddo                |
| 4e étape  | 3 février   | Al Wakra - Doha             | 151,5 km | Ivan Quaranta     | Alberto Loddo                |
| 5e étape  | 4 février   | Sealine Beach Resort - Doha | 144,0 km | Servais Knaven    | Alberto Loddo                |

## Classement général final
| #  | Coureur             | Pays             | Temps            |
| -- | ------------------- | ---------------- | ---------------- |
| 1  | Alberto Loddo       | Italie           | 15 h 29 min 56 s |
| 2  | Olaf Pollack        | Allemagne        | m.t.             |
| 3  | Ján Svorada         | Tchéquie         | + 7 s            |
| 4  | Lars Michaelsen     | Danemark         | m.t.             |
| 5  | Damien Nazon        | France           | + 9 s            |
| 6  | Julian Dean         | Nouvelle-Zélande | + 20 s           |
| 7  | Aurélien Clerc      | Suisse           | + 26 s           |
| 8  | Léon van Bon        | Pays-Bas         | + 28 s           |
| 9  | Nicolas Jalabert    | France           | + 29 s           |
| 10 | James Vanlandschoot | Belgique         | + 30 s           |

## Classement des étapes
| # | Équipe           | Pays   | Temps              |
| - | ---------------- | ------ | ------------------ |
| 1 | Alberto Loddo    | Italie | en 2 h 01 min 44 s |
| 2 | Damien Nazon     | France | m.t.               |
| 3 | Massimo Strazzer | Italie | m.t.               |

| # | Coureur       | Pays   | Temps              |
| - | ------------- | ------ | ------------------ |
| 1 | Damien Nazon  | France | en 2 h 47 min 26 s |
| 2 | Alberto Loddo | Italie | m.t.               |
| 3 | Giosuè Bonomi | Italie | m.t.               |

| # | Coureur         | Pays     | Temps              |
| - | --------------- | -------- | ------------------ |
| 1 | Stefan van Dijk | Pays-Bas | en 4 h 24 min 16 s |
| 2 | Ján Svorada     | Tchéquie | m.t.               |
| 3 | Ivan Quaranta   | Italie   | m.t.               |

| # | Coureur            | Pays      | Temps              |
| - | ------------------ | --------- | ------------------ |
| 1 | Ivan Quaranta      | Italie    | en 3 h 16 min 54 s |
| 2 | Massimo Strazzer   | Italie    | m.t.               |
| 3 | Stefan Kupfernagel | Allemagne | m.t.               |

| \| # \| Coureur \| Pays \| Temps \| \| - \| --------------- \| --------- \| ------------------ \| \| 1 \| Servais Knaven \| Pays-Bas \| en 2 h 59 min 47 s \| \| 2 \| Olaf Pollack \| Allemagne \| + 2 s \| \| 3 \| Lars Michaelsen \| Danemark \| m.t. \| |                 |           |                    |
| # | Coureur         | Pays      | Temps              |
| 1 | Servais Knaven  | Pays-Bas  | en 2 h 59 min 47 s |
| 2 | Olaf Pollack    | Allemagne | + 2 s              |
| 3 | Lars Michaelsen | Danemark  | m.t.               |